# Louis Charles Antoine Desaix
Louis Charles Antoine Desaix, ps. kawaler (chevalier) de Veygoux (ur. 17 sierpnia 1768, zm. 14 czerwca 1800) – francuski generał i wojskowy (aby nie być mylonym z bratem, czasem używał Louis Charles Antoine Desaix de Veygoux).

## Życiorys
Urodzony w zamku Saint-Hilaire d’Ayat w Owerni w zubożałej rodzinie szlacheckiej. Jego rodowe nazwisko brzmiało des Aix. Edukację rozpoczął w szkole wojskowej założonej przez d’Effiata, a po jej ukończeniu wstąpił do armii królewskiej. Bardzo długo nie awansował. Kiedy wybuchła rewolucja, był nadal porucznikiem, dlatego podobnie jak wielu mniej zamożnych przedstawicieli szlachty szybko przekonał się do idei wolności, równości i braterstwa. Nie lubił jednak polityków. Jego kontakty z rządami rewolucji były trudne i nie raz popadał w ciężkie kłopoty, ale dzięki wybitnym umiejętnościom powrócił do łask władzy, a w 1794 został awansowany do rangi generała brygady.
Jego pierwszym poważnym teatrem działań były Niemcy, gdzie uczestniczył w kampanii 1795 roku. Walczył m.in. pod Rastadt czy pod Ettlingen, osłaniał tyły armii generała Moreau podczas odwrotu, który nastąpił wskutek przegranych bitew pod Ambergiem i Würzburgiem, w 1796 przez kilka miesięcy bronił fortecy Kehl. Wybitne umiejętności sprawiły, że jego imię szybko stało się popularne na równi z innymi generałami: Bonapartem, Jourdanem, Hoche, Moreau czy Kléberem. Jego sukcesy zakończył rozejm w Leoben z kwietnia 1797. Desaix przeniósł się do Włoch.
Tutaj, wraz ze swoim przyjacielem Louisem Davoutem, poznał Napoleona Bonaparte, który szybko przekonał do siebie młodego Desaixa. W 1798 obaj wyruszyli do Egiptu. Desaix zaznaczył swoją obecność jeszcze w trakcie podróży. To on najbardziej przyczynił się do opanowania Malty. Będąc już w Egipcie, odznaczył się w bitwie pod piramidami, powstrzymując silny atak mameluków i dokonując istnej rzezi. Do legendy przeszedł jego wielomiesięczny pościg za Murad Bejem, którego dopadł w końcu pod Sedimanem. Kiedy opanował Górny Egipt, wśród rolników i ludności tubylczej zyskał przydomek „Sprawiedliwy Sułtan”.
Desaix był wybranym do towarzyszenia Napoleonowi podczas powrotu do Francji, jednak musiały minąć jeszcze długie miesiące, nim obaj się zobaczyli. W drodze do ojczyzny (marzec 1800) dostał się do niewoli, będąc pochwycony przez brytyjską marynarkę. Udało mu się jednak wyswobodzić i dotrzeć do Włoch, gdzie bezzwłocznie otrzymał dowództwo. 13 czerwca 1800 został wysłany z dwiema dywizjami pod Novi, aby zablokować odwrót austriackiej armii, jednak gdy tylko usłyszał huk pod Marengo, powrócił.
Gdy tylko znalazł się na polu walki (14 czerwca), powiedział Bonapartemu, że ta bitwa jest przegrana, ale jest dopiero godzina czternasta, mają czas, aby wygrać następną. Ruszył na czele 9 pułku lekkiej piechoty liczącego 6 tysięcy wojska. Podczas brawurowego natarcia został trafiony kulą w pierś, jednak jego śmierć nie powstrzymała ataku, który ostatecznie przeważył losy bitwy.
Po jej zakończeniu Napoleon miał powiedzieć, że Francja straciła jednego ze swoich najlepszych obrońców, a on swojego najlepszego przyjaciela. Przyszły Cesarz złożył symboliczny hołd swojemu towarzyszowi poprzez ufundowanie jego pomnika na Place Dauphine i Place des Victoires w Paryżu. Jego nazwisko zostało również wyryte na Łuku Triumfalnym, obok 385 innych wybitnych przywódców doby rewolucji.
Został pochowany w Mediolanie. Zgodnie z wolą Napoleona w 1805 r. jego prochy zostały przeniesione do kaplicy w budynku hospicjum na Wielkiej Przełęczy Świętego Bernarda i złożone w marmurowym sarkofagu.